# Mauricio Molina
Mauricio Alejandro Molina Uribe (Medellín, 30 aprile 1980) è un ex calciatore colombiano, di ruolo centrocampista.

## Caratteristiche tecniche
È stato un centrocampista.

## Carriera

### Club
Ha giocato con vari club soprattutto in patria nel Campionato colombiano di calcio. Nel 2010 si è laureato capocannoniere della Coppa del mondo per club FIFA 2010 con la maglia del Seongnam Football Club.

### Nazionale
Ha giocato con la Nazionale di calcio della Colombia (13 presenze e 1 gol), vincendo anche la Copa América 2001.

## Palmarès

### Club

#### Competizioni nazionali
- Campionato emiratino: 1

Al-Ain: 2003-2004
- Campionato sudcoreano: 1

Seoul: 2012
- Coppa della Corea del Sud: 1

Seoul: 2015

#### Competizioni internazionali
- AFC Champions League: 1

Seongnam: 2010

### Nazionale
- Coppa America: 1

Colombia 2001

### Individuale
- Capocannoniere della Coppa del Mondo per club: 1

2010